# Бучим
Бучим (на македонска литературна норма: Бучим) е село в източната част на Северна Македония, община Радовиш.

## География
Селото е разположено в южните склонове на планината Плачковица.

## История
В XIX век Бучим е турско село в Щипска кааза на Османската империя. Според статистиката на Васил Кънчов („Македония. Етнография и статистика“) от 1900 година Бучим има 200 жители, всички турци.
След Междусъюзническата война в 1913 година селото остава в Сърбия.
Според Димитър Гаджанов в 1916 година в Бучим живеят 126 турци.